# Универсальное хеширование
Универса́льное хеши́рование (англ. Universal hashing) — это вид хеширования, при котором используется не одна конкретная хеш-функция, а происходит выбор из заданного семейства по случайному алгоритму. Такой подход обеспечивает равномерное хеширование: для очередного ключа вероятности помещения его в любую ячейку совпадают. Известно несколько семейств универсальных хеш-функций, которые имеют многочисленные применения в информатике, в частности в хеш-таблицах, вероятностных алгоритмах и криптографии.

## Введение
Впервые понятие универсального хеширования было введено в статье Картера и Вегмана в 1979 году.
Изначально универсальное хеширование было разработано как независящий от входных данных алгоритм, работающий в среднем за линейное время и предназначенный для хранения и извлечения ключей из хеш-таблицы. Под независимостью от входных данных подразумевается следующее: для любой последовательности входных данных соответствующие хеш-значения элементов последовательности будут равномерно распределены по хеш-таблице. При выполнении этого условия среднее время работы алгоритма для любых данных оказывается сравнимым со временем работы хеш-функции, используемой для распределения заранее известных данных.
Созданный алгоритм универсального хеширования представлял собой случайный выбор хеш-функции из некоторого набора хеш-функций(называемого универсальным семейством хеш-функций), обладающих определёнными свойствами. Авторами было показано, что в случае универсального хеширования число обращений к хеш-таблице (в среднем по всем функциям из семейства) для произвольных входных данных оказывается очень близким теоретическому минимуму для случая фиксированной хеш-функции со случайно распределёнными входными данными.
Используя универсальное хеширование, авторы хотели:
1. Избавиться от необходимости предполагать вид входных данных.
2. Устранить зависимость времени работы хеширования от вида входных данных.
3. Добиться уменьшения числа коллизий.

В работе Вегмана и Картера универсальное хеширование было применено для построения хеш-таблицы, хотя позднее универсальное хеширование получило применение и в других областях(см. #Применение).

## Определение универсального семейства хеш-функций
Пусть {\displaystyle U} — множество ключей, {\displaystyle H} — конечное множество хеш-функций, отображающих {\displaystyle U} во множество {\displaystyle \left\{0,1,..,m-1\right\}}. Возьмем произвольные {\displaystyle h\in H} и {\displaystyle x,y\in U} и определим функцию коллизий {\displaystyle \delta _{h}(x,y)}:
{\displaystyle \delta _{h}(x,y)={\begin{cases}1,&{\mbox{if }}x\neq y{\mbox{ and }}h(x)=h(y)\\0,&{\mbox{otherwise}}\end{cases}}}
Если {\displaystyle \delta _{h}(x,y)=1}, то говорят, что имеет место коллизия. Можно определить функцию коллизии не для отдельных элементов {\displaystyle x,y,h}, а для целого множества элементов — для этого надо произвести сложение функций коллизий по всем элементам из множества. Например, если {\displaystyle H} — множество хеш-функций, {\displaystyle x\in U}, {\displaystyle S\subset U}, то для функции коллизии {\displaystyle \delta _{H}(x,S)} получим:
{\displaystyle \delta _{H}(x,S)=\sum _{h\in H}\sum _{y\in S}\delta _{h}(x,y)}
Причём порядок суммирования не имеет значения.
Определение. Семейство хеш-функций {\displaystyle H} называется универсальным, если
{\displaystyle \forall x,y\in U\longrightarrow \delta _{H}(x,S)={\frac {\left|H\right|}{m}}.}
Можно дать другое определение, эквивалентное данному.
Определение. Семейство хеш-функций {\displaystyle H} называется универсальным, если
{\displaystyle \forall x,y\in U,~x\neq y:~~\Pr _{h\in H}[h(x)=h(y)]\leq {\frac {1}{m}}}

## Свойства универсального семейства хеш-функций в случае его применения к хеш-таблицам
Следующая теорема определяет нижнюю границу функции {\displaystyle \delta _{h}(x,y)} для произвольного семейства хеш-функций.
Теорема 1.Для любого семейства(не обязательно универсального) хеш-функций {\displaystyle H} существуют {\displaystyle x,y\in U} такие, что
{\displaystyle \delta _{H}(x,S)>{\frac {\left|H\right|}{m}}-{\frac {\left|H\right|}{\left|U\right|}}}
Из теоремы 1 следует, что нижняя граница функции коллизии близка к {\displaystyle {\frac {\left|H\right|}{m}}} в случае, когда {\displaystyle \left|U\right|} много больше {\displaystyle m}. В действительности, часто так и бывает. Например, пусть компилятор ставит в соответствие тысяче переменных последовательности из семи английских букв. Тогда {\displaystyle m=1000}, а {\displaystyle \left|U\right|=26^{7}}
Для универсального семейства хеш-функций это означает, что верхняя и нижняя границы функции коллизии довольно близки.
В статье универсальное хеширование применялось для организации хеш-таблиц с разрешением коллизий методом цепочек. Ниже изложены теоремы, дающие некоторые оценки значений функции коллизии и производительности хеширования в случае организации хеш-таблицы с разрешением коллизий методом цепочек.
Пусть {\displaystyle H} — универсальное семейство хеш-функций, отображающих множество ключей {\displaystyle U} во множество {\displaystyle \left\{0,1,..,m-1\right\}}. Пусть для организации хеш-таблицы с разрешением коллизий методом цепочек, то есть с помощью линейного списка, используется некоторая случайная функция {\displaystyle h\in H}. Если хеш-функция {\displaystyle h} отобразила в таблицу подмножество {\displaystyle S\subset U} ключей, то средняя длина связанных списков будет равна {\displaystyle 1+\delta _{h}(x,S)}. Следующая теорема дает оценку для функции коллизий в случае универсального семейства.
Теорема 2. Пусть {\displaystyle x} — произвольный элемент множества {\displaystyle U}, {\displaystyle S} — произвольное подмножество множества {\displaystyle U}. Пусть функция {\displaystyle h} случайно выбирается из универсального семейства хеш-функций {\displaystyle H}. Тогда имеет место следующая оценка:
{\displaystyle \delta _{h}(x,S)\leqslant {\frac {\left|S\right|}{m}}}
Этот результат можно использовать для вычисления ожидаемой производительности хеш-функции для последовательности из {\displaystyle R} запросов. Но сначала надо уточнить, что подразумевается под производительностью. Для этого нужно определить понятие стоимости — под стоимостью одного запроса к хеш-таблице по ключу {\displaystyle x} понимается число {\displaystyle 1+\delta _{h}(x,S)}, где {\displaystyle S} — множество ранее помещённых в таблицу ключей, а в самой хеш-таблице используется метод цепочек(то есть это число операций, необходимое для выполнения одного запроса). Стоимость {\displaystyle C(h,R)} хеш-функции {\displaystyle h} на последовательности запросов {\displaystyle R} есть сумма стоимостей отдельных запросов, идущих в последовательности, указанной в {\displaystyle R}. Стоимость, по сути, представляет количественную меру производительности.
Теорема 3. Пусть {\displaystyle x} Пусть {\displaystyle R} — это последовательность из {\displaystyle r} запросов, содержащая {\displaystyle k} вставок. Пусть {\displaystyle H} — универсальное семейство хеш-функций. Тогда для случайно выбранной из {\displaystyle H} хеш-функции {\displaystyle h} справедливо неравенство:
{\displaystyle M[C(h,R)]\leqslant r(1+{\frac {k}{m}})}.
Довольно часто известно приближенное число ключей, которое необходимо хранить в хеш-таблице. Тогда, можно подобрать размер {\displaystyle m} хеш-таблицы таким образом, чтобы отношение {\displaystyle {\frac {k}{m}}} было приблизительно равно 1. Значит, согласно теореме 3, ожидаемая стоимость исполнения последовательности запросов {\displaystyle R} будет прямо пропорционально числу запросов {\displaystyle r}. Причём это справедливо для любой последовательности запросов {\displaystyle R}, а не для некоторой «средней» последовательности.
Таким образом, для любой случайно выбранной из универсального семейства хеш-функции её производительность оказывается достаточно хорошей. Остаётся вопрос о том, нужно ли менять хеш-функцию с течением времени, а если нужно, то как часто.
В случае с хеш-таблицами частая смена хеш-функций ведёт к большим накладным расходам. Например, если хеш-таблица имеет очень большие размеры, то при смене хеш-функции потребуется перемещение большого объёма данных. Существует несколько стратегий выбора хеш-функции. Наиболее простая стратегия состоит в том, чтобы в начале работы случайно выбрать хеш-функцию {\displaystyle h} и не менять её вплоть до конца работы. Однако в этом случае производительность хеш-функции оказывается значительно ниже ожидаемой. Другая стратегия состоит в том, чтобы время от времени подсчитывать число коллизий и менять хеш-функцию, если это число значительно превышает ожидаемое. Такой подход обеспечивает хорошую производительность, при условии, что хеш-функция выбирается случайно.

## Построение универсального семейства хеш-функций
Этот раздел посвящён построению универсальных семейств хеш-функций, из которых случайным образом выбирается хеш-функция.
Существует несколько семей универсальных хеш-функций, которые различаются тем, для каких данных предназначены эти функции: скаляры (хеширование чисел), векторы фиксированной длины (хеширование векторов), векторы переменной длины (хеширование строк).

### Хеширование чисел
Выберем простое число {\displaystyle p} и рассмотрим поле {\displaystyle \mathbb {Z} _{p}=\left\{0,1,...,p-1\right\}} и его мультипликативную группу {\displaystyle \mathbb {Z} _{p}^{*}=\left\{1,..,p-1\right\}}.
Теорема. Множество функций вида {\displaystyle H_{p,m}=\left\{h_{a,b}:a\in \mathbb {Z} _{p}^{*},b\in \mathbb {Z} _{p}\right\}}, где {\displaystyle h_{a,b}(x)=((ax+b)\mod p)\mod m}, является универсальным (Это было показано в работе Картера и Вегмана).
Действительно, {\displaystyle h(x)=h(y)} только при
{\displaystyle ax+b\equiv ay+b+i\cdot m{\pmod {p}},\;\forall i\in \left\{0,1,...,p/m\right\}.}
Если {\displaystyle x\neq y}, то разность {\displaystyle x-y\neq 0} и может быть обращена по модулю {\displaystyle p}. Отсюда можно получить
{\displaystyle a\equiv i\cdot m\cdot (x-y)^{-1}{\pmod {p}}.}
Это уравнение имеет {\displaystyle p-1} решений, причем правая часть может принимать {\displaystyle \lfloor p/m\rfloor } значений. Таким образом, вероятность коллизий равна
{\displaystyle \lfloor p/m\rfloor /(p-1)},
которая стремится к {\displaystyle 1/m} при увеличении {\displaystyle p}. {\displaystyle \Box }

### Хеширование векторов
Пусть число {\displaystyle m} является простым. Пусть входные данные {\displaystyle x} представлены как последовательность {\displaystyle r+1} элементов, принадлежащих {\displaystyle \left\{0,1,..,p-1\right\}}, то есть {\displaystyle x=\left\langle x_{0},x_{1},...,x_{r}\right\rangle }.
Для всех последовательностей вида {\displaystyle a=\left\langle a_{0},a_{1},...,a_{r}\right\rangle ,a_{i}\in \mathbb {Z} _{p},i={\overline {0,r}}} рассмотрим функцию {\displaystyle h_{a}} вида
{\displaystyle h_{a}(x)=\sum _{i=0}^{r}{a_{i}x_{i}}\mod m}
Положим, что {\displaystyle H=\bigcup _{a}h_{a}}
Видно, что {\displaystyle H} содержит {\displaystyle m^{r+1}}
Теорема. Множество {\displaystyle H} является универсальным семейством хеш-функций (Это также было показано Картером и Вегманом).
Действительно, если {\displaystyle x=\left\langle x_{0},x_{1},...,x_{r}\right\rangle ,y=\left\langle y_{0},y_{1},...,y_{r}\right\rangle }, причём {\displaystyle x_{0}\neq y_{0}}, то {\displaystyle h_{a}(x)=h_{a}(y)} тогда и только тогда, когда
{\displaystyle a_{0}(x_{0}-y_{0})=-\sum _{i=1}^{r}{a_{i}(x_{i}-y_{i})}\mod m}
Поскольку {\displaystyle x_{0}-y_{0}\not \equiv 0\mod m}, то {\displaystyle \forall \left\langle a_{1},...,a_{r}\right\rangle ,\exists !a_{0}} при котором выполняется указанное уравнение. Количество таких последовательностей равно {\displaystyle m^{r}}, а значит и количество функций из {\displaystyle H}, не различающих {\displaystyle x} и {\displaystyle y} также равно {\displaystyle m^{r}}. Но {\displaystyle m^{r}={\frac {\left|H\right|}{m}}}, откуда и следует универсальность. {\displaystyle \Box }
Это семейство функций можно обобщить. Рассмотрим семейство функций {\displaystyle H_{p,m}=\left\{h_{a,b}:a\in \mathbb {Z} _{p}^{*},b\in \mathbb {Z} _{p}\right\}} и для вектора {\displaystyle x=\left\langle x_{0},x_{1},...,x_{r}\right\rangle } рассмотрим хеш-функцию
{\displaystyle h({\bar {x}})=\left(\sum _{i=0}^{k-1}h_{i}(x_{i})\right)\,{\bmod {~}}m}, где {\displaystyle h_{i}\in H}
Тогда совокупность таких функций также будет являться универсальным семейством.

### Хеширование строк
В этом случае входными данными для хеш-функции являются вектора, длина которых не является фиксированной величиной. Если можно ограничить длину всех векторов некоторым числом {\displaystyle L}, то можно применить подход, который был использован для векторов фиксированной длины. При этом, если длина вектора {\displaystyle l} меньше {\displaystyle L}, то можно дополнить вектор нулями так, чтобы его длина стала равна {\displaystyle L}
Теперь предположим, что нельзя заранее подобрать число {\displaystyle L}, ограничивающее длину всех векторов. Тогда можно предложить такой подход : пусть имеется входной вектор {\displaystyle {\bar {x}}=(x_{0},\dots ,x_{\ell }),\forall x_{i}\in \left\{0,1,...,u-1\right\}}. Положим, что {\displaystyle p\geq \max\{u,m\}} и будем рассматривать компоненты вектора как коэффициенты многочлена: {\displaystyle x_{l}\cdot a^{l}+x_{l-1}\cdot a^{l-1}+...x_{1}\cdot a^{1}+x_{0}\cdot a^{0},} где {\displaystyle a\in \left\{0,1,...,p-1\right\}}.
Тогда для векторов переменной длины универсальная хеш-функция может быть определена следующим образом:
{\displaystyle h_{a}({\bar {x}})=h_{a}^{\mathrm {int} }\left({\big (}\sum _{i=0}^{\ell }x_{i}\cdot a^{i}{\big )}{\bmod {~}}p\right),}
где
{\displaystyle h_{a}^{\mathrm {int} }:\left\{0,1,..,p-1\right\}\rightarrow \left\{0,1,..,m-1\right\}}
является универсальной хеш-функцией для числовых аргументов.

## Применение
Коды аутентификации сообщений UMAC, Poly1305-AES и некоторые другие основаны на использовании универсального хеширования. В этих кодах для каждого сообщения выбирается своя хеш-функция в зависимости от его одноразового уникального номера.
Универсальное семейство хеш-функций может быть использовано в том случае, когда требуется наличие большого числа «хороших» хеш-функций. Программисты часто тратят много времени, проводя анализ работы хеш-функций на различных данных и пытаясь выбрать подходящую. Время поиска можно уменьшить, взяв универсальное семейство хеш-функций и выбрав случайно несколько функций из этого семейства.
Теоретическая значимость универсального хеширования состоит в том, что оно даёт «хорошую» границу для средней производительности алгоритмов, использующих хеширование. Например, универсальное хеширование было применено в алгоритмах, представленных в работах

.
В теоретической криптографии было показано, что с помощью универсальных хеш-функций можно построить систему аутентификации с предельно достижимой секретностью. Примером универсальной хеш-функцией с доказанной криптографической стойкостью является хеш-функция SWIFFT.
Более того, одним из наиболее важных приложений универсального хеширования является скоординированная выборка.